# Ярославський орнітологічний заказник
Яросла́вський заказник — орнітологічний заказник місцевого значення в Україні. Об'єкт природно-заповідного фонду Хмельницької області. 
Розташований у межах Летичівського району Хмельницької області, на північ від села Ярославка. 
Площа 990 га. Статус надано згідно з рішенням сесії обласної ради народних депутатів від 28.10.1994 року № 7. Перебуває у віданні: Хмельницький облрибокомбінат. 
Статус надано для збереження єдиного в Хмельницькій області та одне з небагатьох у Західній Україні місця гніздування сірих гусей. Крім того, тут водяться бобри. Території заказника охоплює частину акваторії та прибережну смугу великого ставу на річці Бужок.